# Kanō Takashi
Kanō Takashi (jap. 加納 孝; * 31. Oktober 1920 in der Präfektur Tokio; † 4. Juni 2000) war ein japanischer Fußballnationalspieler.
Kano kam zwischen 1951 und 1954 zu sieben Länderspieleinsätzen. Dabei gelangen ihm zwei Tore bei den Asienspielen 1954 gegen die Auswahlmannschaften Indonesiens und Indiens. 